# Tuxa
I Tuxa (o anche Tusha) sono un gruppo etnico del Brasile che ha una popolazione stimata in circa 141 individui. Parlano la lingua portoghese e sono principalmente di fede animista.
Vivono negli stati brasiliani di Bahía e Pernambuco. La lingua originale Tuxa è considerata una lingua estinta.